# فوتبال تکاملی حرفه‌ای ۲۰۱۷
فوتبال تکاملی حرفه‌ای ۲۰۱۷ (به انگلیسی: Pro Evolution Soccer 2017) (اختصاری PES 2017) یک بازی ویدئویی در سبک ورزشی و مرتبط با ورزش فوتبال است که توسط پی‌ای‌اس پروداکشنز توسعه یافته و بوسیلهٔ شرکت کونامی برای مایکروسافت ویندوز، پلی‌استیشن ۳، پلی‌استیشن ۴، اکس‌باکس ۳۶۰، اکس‌باکس وان، اندروید و آی‌اواس منتشر شد. این بازی شانزدهمین قسمت از مجموعه بازی‌های فوتبال تکاملی حرفه‌ای به‌شمار می‌رود. بارسلونا، بروسیا دورتموند، لیورپول و ریور پلاته به صورت فول لایسنس و شریک تجاری حضور داشتند. این قسمت از بازی توانست با میانگین نمره 85 (از 63 رای) در سایت متاکریتیک به یکی از بازی های موفق آن دوره تبدیل شود.
بر اساس رای‌های ثبت شده در مارکت گوگل بازی فوتبال تکاملی حرفه‌ای ۲۰۱۷ به عنوان برترین بازی شبیه‌سازی فوتبال برای اندروید در سال ۲۰۱۷ انتخاب شده‌است.

## ۲۰ بازیکن برتر بازی
1. کریستیانو رونالدو (۹۵)
2. لیونل مسی (۹۵)
3. آنتوان گریزمان(۹۴)
4. لوییس سوارز (۹۳)
5. نیمار (۹۳)
6. توماس مولر (۹۲)
7. پل پوگبا (۹۲)
8. زلاتان ابراهیموویچ (۹۱)
9. سرخیو راموس (۹۱)
10. گونسالو ایگواین (۹۰)
11. سرخیو آگوئرو (۹۰)
12. آرین روبن (۹۰)
13. گرت بیل (۹۰)
14. تیاگو سیلوا (۹۰)
15. آرتورو ویدال (۹۰)
16. تونی کروس (۹۰)
17. ژروم بواتنگ (۹۰)
18. مانوئل نویر (۹۰)
19. کارلوس توز (۸۹)
20. مارکو رویس (۸۹)
21. آندرس اینیستا (۸۹)